# Platyja drepanoides
Platyja drepanoides là một loài bướm đêm trong họ Noctuidae.